# Міжнародна літературна премія імені А. і Б. Стругацьких
Міжнародна літературна премія імені А. і Б. Стругацьких, також АБС-премія  — щорічна міжнародна літературна премія за художні та критичні твори на тему фантастики російською мовою, надруковані в попередньому році.

## Історія заснування премії
Премія заснована в місті Петербург «Центром сучасної літератури і книги» у 1998 році. З 1999 року премія присуджується щорічно 21 червня. Датою став день, що рівно відстоїть від дат народження обох письменників Стругацьких. Існує спеціальне журі, що надає премію за твори в жанрі фантастики, який розуміють досить широко. Склад журі до 2016 року визначався особисто Борисом Стругацьким.
Формулу премії надав сам Борис Стругацький: «Премія надається за найкращий фантастичний твір року, при цьому фантастичним визнається кожний твір, в якому автор як художній сюжет використовує складові неможливого, неіснуючого, надзвичайного. Отже, розгляду підлягає досить широке коло творів — від чистої фантастики в стилі Герберта Веллса, Станіслав Лема і Роберта Шеклі до гротесків і фантасмагорій в стилістиці Франца Кафки, Михайла Булгакова, В.Маканіна чи сучасних казок в стилі Євгена Шварца чи Вадима Шефнера.»
Існує дві номінації АБС-премії :
- За найкращий художній твір року (роман, повість, оповідання)
- За найкращий критичний твір про фантастику чи на фантастичну тему (стаття, рецензія, есе, книга).

Нагородою служить медаль у вигляді семигранної золотистої гайки. Медаль має глибоку символіку: гайка є предметом людської праці, але в цей же час продукт фантазії, позаяк семигранні гайки ніде не використовуються. Тривалий час на премію претендували твори, написані російською мовою, незалежно від місця написання. Однак, у 2017 році відбувся скандал через різку антиукраїнську позицію Сергія Лук'яненка щодо української письменниці Яни Дубинянської. Лук'яненко, а разом з ним Андрій Лазарчук і Олег Дивов відкликали свої номінації, чого досі настільки масово не траплялося. Лазарчук мотивував це тим, що розглядаються частини його трилогії, а не цілісний твір. О.Дивов не надав коментарів, тоді як Лук'яненко заявив, що не бажає перебувати в одному списку з «нацисткою». Зрештою вручення премії відбулося 21 червня 2017.
Серед письменників, що одержали АБС-премії двічі були Євген Лукін, Геннадій Прашкевич, Михайло Успенський та Кір Буличов, тричі АБС-премії отримали Дмитро Биков і (у співавторстві) Світлана Бондаренко з Віктором Курильським.

## Лауреати

### Найкращі художні твори
- 1999 — Євгеній Лукін, «Зона справедливості» (рос. Зона справедливости, роман)
- 2000 — Сергій Синякін, «Монах на краю Землі» (рос. Монах на краю Земли, повість)
- 2001 — В'ячеслав Рибаков, «На чужому бенкеті» (рос. На чужом пиру, роман)
- 2002 — Марина Дяченко і Сергей Дяченко, «Долина Совісті» (рос. Долина Совести, роман)
- 2003 — Михайло Успенський, «Білий хрін в конопляному полі» (рос. Белый хрен в конопляном поле, роман)
- 2004 — Дмитрій Биков, «Орфографія» (рос. Орфография, роман)
- 2005 — Євгений Лукін, «Портрет чудодія в юності» (рос. Портрет кудесника в юности, роман)
- 2006 — Дмитро Биков, «Евакуатор» (рос. Эвакуатор, роман)
- 2007 — Дмитро Биков, «ЖД» (роман)
- 2008 — Александр Житинський, «Владар всія Мережі» (рос. Государь всея Сети, роман)
- 2009 — Євгений Лукін, «Лікуватись будемо» (рос. Лечиться будем, повість)
- 2010 — Михайло Успенський, «Райська машина» (рос. Райская машина, роман)
- 2011 — В'ячеслав Рибаков, «Се, творю» (рос. Се, творю, роман)
- 2012 — Наум Нім, «Господи, зроби так…» (рос. Господи, сделай так…, роман)
- 2013 — Дмитро Биков, «Ікс» (рос. Икс)
- 2014 — Михайло Успенський, «Богатиристика Кості Жихарева» (рос. Богатыристика Кости Жихарева, роман)
- 2015 — Михайло Успенський, «Алхімістика Кості Жихарева» (рос. Алхимистика Кости Жихарева, роман)
- 2016 — Роберт Ібатуллін «Троянда й Черв» (рос. Роза и Червь, роман)
- 2017 — В'ячеслав Рибаков «На волохатій спині» (рос. На мохнатой спине, роман)
- 2018 — Андрій Лазарчук, Михаило Успенський «Увесь цей джатч» (рос. Весь этот джакч, трилогія романів)
- 2019 — Олександр Єтоєв «Я завжди буду з тобою» (рос. Я буду всегда с тобой, роман)

- 2020 — Віктор Пелевін «Искусство легких касаний» (роман)

### Найкращі критичні твори
- 1999 — Всеволод Ревич, «Перехрестя утопій: долі фантастики на фоні доль країни» (рос. Перекресток утопий: судьбы фантастики на фоне судеб страны, цикл есе) (посмертно)
- 2000 — Кир Буличов, «Як стати фантастом» (рос. Как стать фантастом, есе)
- 2001 — Анатолій Бритиков, «Вітчизняна науково-фантастична література» (рос. Отечественная научно-фантастическая литература, монографія) (посмертно)
- 2002 — Андрій Лазарчук і Петр Лелік, «Голем хоче жити» (рос. Голем хочет жить, есе)
- 2003 — Геннадій Прашкевич, «Малий бедекер з НФ» (рос. Малый бедекер по НФ, есе)
- 2004 — Кир Буличов, «Пасербиця епохи» (рос. Падчерица эпохи, цикл нарисів) (посмертно)
- 2005 — Алан Кубатієв, «Дерев'яний та бронзовий Данте, або Нічого не закінчувалось» (рос. Деревянный и бронзовый Данте, или Ничего не кончилось, есе)
- 2006 — Світлана Бондаренко, «Невідомі Стругацькі», т. 1-2 (рос. Неизвестные Стругацкие, коментоване видання архівних матеріалів)
- 2007 — Антон Первушин, «Завоювання Марса. Марсіанські хроніки епохи Великого Протистояння» (рос. Завоевание Марса. Марсианские хроники эпохи Великого Противостояния)
- 2008 — Александр Етоєв, «Книгоїдство» (рос. Книгоедство, енциклопедія)
- 2009 — Євгеній Войскунський, «Острів в океані» (рос. Остров в океане, есе)
- 2010 — Микола Романецький, «Тринадцять думок про наш шлях» (рос. Тринадцать мнений о нашем пути, збірник інтерв'ю)
- 2011 — Геннадій Прашкевич, «Герберт Велз» (рос. Герберт Уэллс, біографія)
- 2012 — Сергій Переслегін «Небезпечна бритва Оккама» (рос. Опасная бритва Оккама)
- 2013 — Світлана Бондаренко, Віктор Курильський «Стругацькі. Матеріали до дослідження: листи, робочі щоденники. 1972—1977», «Стругацькі. Матеріали до дослідження: листи, робочі щоденники. 1978—1984» (рос. Стругацкие. Материалы к исследованию: письма, рабочие дневники)
- 2014 — Світлана Бондаренко, Віктор Курильський «Стругацькі. Матеріали до дослідження: листи, робочі щоденники. 1967—1971»
- 2015 — Світлана Бондаренко, Віктор Курильський «Стругацькі. Матеріали до дослідження: листи, робочі щоденники. 1985—1991»
- 2016 — Геннадій Прашкевич, Володимир Борисов «Станіслав Лем» (рос. Станислав Лем)
- 2017 — Ольга Єрьоміна, «Переписка Івана Антоновича Єфремова» (рос. Переписка Ивана Антоновича Ефремова)
- 2018 — Марія Галіна «Hyperfiction»
- 2019 — В'ячеслав Рибаков «Різьба по ідеалу» (рос. Резьба по идеалу)
- 2020 — Юлія Андреєва «Салтиков-Щедрин. Горацій Третього Риму» (рос. Салтыков-Щедрин. Гораций Третьего Рима)[1]

## Джерело
- Офіційний сайт «АБС-премії» [Архівовано 19 лютого 2017 у Wayback Machine.](рос.)
- АБС-премія в «Лаборатории фантастики» [Архівовано 28 грудня 2016 у Wayback Machine.](рос.)